# 2017-es WTCC japán nagydíj
A 2017-es WTCC japán nagydíj volt a 2017-es túraautó-világbajnokság nyolcadik fordulója. 2017. október 29-én rendezték meg a Tocsigi prefektúrában található Motegiben, a Twin Ring Motegi aszfaltcsíkján. A hétvégén nem tudott részt venni a Tiago Monteirót helyettesítő Gabriele Tarquini a TCR Európa-kupán való részvétele miatt. Helyére a Honda Racing Team JAS csapata az argentin Esteban Guerrierit szerződtette, aki a szezon korábbi részében a Campos Racing csapatát erősítette, az ő helyét pedig a 2016-os túraautó-Európa-kupa bajnoka, Kris Richard vette át a Chevrolet Cruze volánja mögött.

## Az időmérő edzés végeredménye
Az időmérő edzésen a rajtelsőséget az egészen az edzés utolsó, harmadik szakaszáig esélytelennek tűnő Michelisz Norbert szerezte meg a fő futamra, 2:08,890-es köridővel, ez volt szezonbeli harmadik rajtelsősége a magyar versenyzőnek. Az időmérőn elért tizedik helyezésének köszönhetően a nyitó futamon a Ladás Kevin Gleason kezdhette meg a versenyt az első rajtkockából.
| Poz. | #  | Versenyző         | Csapat                          | Autó                    | Kat. | 1. rész  | 2. rész  | 3. rész  | Pont |
| ---- | -- | ----------------- | ------------------------------- | ----------------------- | ---- | -------- | -------- | -------- | ---- |
| 1    | 5  | Michelisz Norbert | Honda Racing Team JAS           | Honda Civic WTCC        |      | 2:09,984 | 2:08,979 | 2:08,890 | 5    |
| 2    | 63 | Nick Catsburg     | Volvo Polestar Cyan Racing      | Volvo S60 Polestar TC1  |      | 2:09,522 | 2:08,411 | 2:09,260 | 4    |
| 3    | 61 | Néstor Girolami   | Volvo Polestar Cyan Racing      | Volvo S60 Polestar TC1  |      | 2:10,739 | 2:09,513 | 2:09,824 | 3    |
| 4    | 86 | Esteban Guerrieri | Honda Racing Team JAS           | Honda Civic WTCC        |      | 2:10,465 | 2:09,394 | 2:10,091 | 2    |
| 5    | 34 | Micsigami Rjo     | Honda Racing Team JAS           | Honda Civic WTCC        |      | 2:10,027 | 2:09,382 | 2:10,465 | 1    |
| 6    | 62 | Thed Björk        | Volvo Polestar Cyan Racing      | Volvo S60 Polestar TC1  |      | 2:10,268 | 2:09,550 |          |      |
| 7    | 25 | Mehdi Bennani     | Sébastien Loeb Racing           | Citroën C-Elysée WTCC   | WT   | 2:10,475 | 2:09,627 |          |      |
| 8    | 68 | Yann Ehrlacher    | RC Motorsport                   | Lada Vesta WTCC         | WT   | 2:10,891 | 2:10,059 |          |      |
| 9    | 3  | Tom Chilton       | Sébastien Loeb Racing           | Citroën C-Elysée WTCC   | WT   | 2:10,380 | 2:10,271 |          |      |
| 10   | 24 | Kevin Gleason     | RC Motorsport                   | Lada Vesta WTCC         | WT   | 2:11,066 | 2:10,599 |          |      |
| 11   | 99 | Nagy Dániel       | Zengő Motorsport                | Honda Civic WTCC        | WT   | 2:11,059 | 2:10,604 |          |      |
| 12   | 27 | John Filippi      | Sébastien Loeb Racing           | Citroën C-Elysée WTCC   | WT   | 2:11,222 | 2:10,981 |          |      |
| 13   | 12 | Robert Huff       | ALL-INKL.com Münnich Motorsport | Citroën C-Elysée WTCC   | WT   | 2:11,879 |          |          |      |
| 14   | 9  | Tom Coronel       | ROAL Motorsport                 | Chevrolet RML Cruze TC1 | WT   | 2:11,944 |          |          |      |
| 15   | 11 | Kris Richard      | Campos Racing                   | Chevrolet RML Cruze TC1 | WT   | 2:13,462 |          |          |      |
| 16   | 26 | Filipe de Souza   | RC Motorsport                   | Lada Vesta WTCC         | WT   | 2:14,234 |          |          |      |
| 17   | 66 | Szabó Zsolt       | Zengő Motorsport                | Honda Civic WTCC        | WT   | 2:15,938 |          |          |      |

Megjegyzés:
- WT – WTCC Trophy

## MAC 3
| Poz. | Gyártó | Autó                   | Idő      | Különbség | Pont |
| ---- | ------ | ---------------------- | -------- | --------- | ---- |
| 1    | Honda  | Honda Civic WTCC       | 4:25,354 |           | 12   |
| 2    | Volvo  | Volvo S60 Polestar TC1 | 4:27,880 | +2,526    | 8    |

## Első futam
A nyitó futamot esős körülmények között rendezték meg, Micsigami Rjo illetve Nick Catsburg a mezőny végéről vághatott neki a távnak, miután autóikban motort kellett cserélni. A versenyen Tom Chilton győzedelmeskedett, a második helyen a Ladás Yann Ehrlachert intették le, aki Esteban Guerrieri és Thed Björk csatáját használta ki és talált utat két riválisa mellett, a dobogó legalsó fokára pedig az első Hondás versenyét teljesítő Guerrieri állhatott fel, aki tehát egy ütközésig is torkolló csatában múlta felül Björköt. A svéd bajnoki riválisa Michelisz Norbert a hetedik lett, miután a verseny harmadik körében Néstor Girolami neki ütközött, amiért az argentin a verseny későbbi szakaszában csapattársához, Catsburghoz hasonlóan - aki szintén egy ütközésbe keveredett - bokszutca áthajtásos büntetést kapott.
| Poz. | #  | Versenyző         | Csapat                          | Autó                    | Kat. | Futott kör | Idő/Kiesés oka | Rajthely | Pont |
| ---- | -- | ----------------- | ------------------------------- | ----------------------- | ---- | ---------- | -------------- | -------- | ---- |
| 1    | 3  | Tom Chilton       | Sébastien Loeb Racing           | Citroën C-Elysée WTCC   | WT   | 11         | 23:53,262      | 1        | 25   |
| 2    | 68 | Yann Ehrlacher    | RC Motorsport                   | Lada Vesta WTCC         | WT   | 11         | +13,158        | 2        | 18   |
| 3    | 86 | Esteban Guerrieri | Honda Racing Team JAS           | Honda Civic WTCC        |      | 11         | +15,288        | 5        | 15   |
| 4    | 62 | Thed Björk        | Volvo Polestar Cyan Racing      | Volvo S60 Polestar TC1  |      | 11         | +15,846        | 4        | 12   |
| 5    | 25 | Mehdi Bennani     | Sébastien Loeb Racing           | Citroën C-Elysée WTCC   | WT   | 11         | +19,053        | 3        | 10   |
| 6    | 24 | Kevin Gleason     | RC Motorsport                   | Lada Vesta WTCC         | WT   | 11         | +20,659        | 1        | 8    |
| 7    | 5  | Michelisz Norbert | Honda Racing Team JAS           | Honda Civic WTCC        |      | 11         | +27,349        | 8        | 6    |
| 8    | 12 | Robert Huff       | ALL-INKL.com Münnich Motorsport | Citroën C-Elysée WTCC   | WT   | 11         | +36,278        | 11       | 4    |
| 9    | 63 | Nick Catsburg     | Volvo Polestar Cyan Racing      | Volvo S60 Polestar TC1  |      | 11         | +36,629        | 16       | 2    |
| 10   | 34 | Micsigami Rjo     | Honda Racing Team JAS           | Honda Civic WTCC        |      | 11         | +37,104        | 17       | 1    |
| 11   | 61 | Néstor Girolami   | Volvo Polestar Cyan Racing      | Volvo S60 Polestar TC1  |      | 11         | +37,127        | 6        |      |
| 12   | 27 | John Filippi      | Sébastien Loeb Racing           | Citroën C-Elysée WTCC   | WT   | 11         | +37,748        | 10       |      |
| 13   | 9  | Tom Coronel       | ROAL Motorsport                 | Chevrolet RML Cruze TC1 | WT   | 11         | +40,107        | 12       |      |
| 14   | 11 | Kris Richard      | Campos Racing                   | Chevrolet RML Cruze TC1 | WT   | 11         | +40,687        | 13       |      |
| 15   | 99 | Nagy Dániel       | Zengő Motorsport                | Honda Civic WTCC        | WT   | 11         | +42,683        | 9        |      |
| 16   | 26 | Filipe de Souza   | RC Motorsport                   | Lada Vesta WTCC         | WT   | 11         | +54,402        | 14       |      |
| 17   | 66 | Szabó Zsolt       | Zengő Motorsport                | Honda Civic WTCC        | WT   | 11         | +1,08,185      | 15       |      |

Megjegyzés:
- WT – WTCC Trophy

## Második futam
A második versenyre fokozódott az eső intenzitása így a versenyzők a biztonsági autó mögött kezdték meg a versenyt, amely két kört töltött el a pályán, így az eredeti távot megtoldották két körrel, 15 körösre módosítva azt. A biztonsági autó távozása után Micsigami Rjo és Thed Björk kezdtek el csatázni az ötödik és hatodik helyen, a svéd pedig meg is előzte a japánt, aki a harmadik körben kicsúszott, a Hondáját sóderágy fogta meg, néhány kör elteltével vissza is tudott térni a pályára, de fékhiba miatt azonnal a bokszba gurult és feladta a versenyt. A hatodik körben Tom Chilton is ugyanott csúszott ki ahol Micsigami, egy körrel később pedig a folyamatosan fokozódó eső miatt a biztonsági autó visszatért a pályára. Ezen időszak alatt a Zengő Motorsport versenyzője, Szabó Zsolt is kicsúszott ugyanebben a kanyarban, miután ráhajtott egy a pályán lévő nagyobb tócsára, de Chiltonhoz hasonlóan ő is vissza tudott térni a pályára. Végül a versenyt félbeszakították, de a versenyzők mivel teljesítették az ehhez szükséges százalékát a távnak, megkaphatták a helyezéseikért járó teljes pontokat. Az időmérőhöz képest nem történt változás az első négy helyezett között, a dobogó legfelsőbb fokára Michelisz Norbert léphetett fel, a második Nick Catsburg, a harmadik pedig Néstor Girolami lett.
| Poz. | #  | Versenyző         | Csapat                          | Autó                    | Kat. | Futott kör | Idő/Kiesés oka | Rajthely | Pont |
| ---- | -- | ----------------- | ------------------------------- | ----------------------- | ---- | ---------- | -------------- | -------- | ---- |
| 1    | 5  | Michelisz Norbert | Honda Racing Team JAS           | Honda Civic WTCC        |      | 9          | +22:17,924     | 1        | 30   |
| 2    | 63 | Nick Catsburg     | Volvo Polestar Cyan Racing      | Volvo S60 Polestar TC1  |      | 9          | +0,392         | 2        | 23   |
| 3    | 61 | Néstor Girolami   | Volvo Polestar Cyan Racing      | Volvo S60 Polestar TC1  |      | 9          | +1,798         | 3        | 19   |
| 4    | 86 | Esteban Guerrieri | Honda Racing Team JAS           | Honda Civic WTCC        |      | 9          | +3,306         | 4        | 16   |
| 5    | 62 | Thed Björk        | Volvo Polestar Cyan Racing      | Volvo S60 Polestar TC1  |      | 9          | +5,554         | 6        | 13   |
| 6    | 25 | Mehdi Bennani     | Sébastien Loeb Racing           | Citroën C-Elysée WTCC   | WT   | 9          | +6,196         | 7        | 10   |
| 7    | 68 | Yann Ehrlacher    | RC Motorsport                   | Lada Vesta WTCC         | WT   | 9          | +7,063         | 8        | 7    |
| 8    | 24 | Kevin Gleason     | RC Motorsport                   | Lada Vesta WTCC         | WT   | 9          | +7,537         | 10       | 4    |
| 9    | 27 | John Filippi      | Sébastien Loeb Racing           | Citroën C-Elysée WTCC   | WT   | 9          | +7,911         | 12       | 2    |
| 10   | 3  | Tom Chilton       | Sébastien Loeb Racing           | Citroën C-Elysée WTCC   | WT   | 9          | +8,764         | 9        | 1    |
| 11   | 12 | Robert Huff       | ALL-INKL.com Münnich Motorsport | Citroën C-Elysée WTCC   | WT   | 9          | +9,633         | 13       |      |
| 12   | 11 | Kris Richard      | Campos Racing                   | Chevrolet RML Cruze TC1 | WT   | 9          | +11,544        | 15       |      |
| 13   | 9  | Tom Coronel       | ROAL Motorsport                 | Chevrolet RML Cruze TC1 | WT   | 9          | +12,472        | 14       |      |
| 14   | 99 | Nagy Dániel       | Zengő Motorsport                | Honda Civic WTCC        | WT   | 9          | +13,254        | 11       |      |
| 15   | 26 | Filipe de Souza   | RC Motorsport                   | Lada Vesta WTCC         | WT   | 9          | +14,899        | 16       |      |
| 16   | 66 | Szabó Zsolt       | Zengő Motorsport                | Honda Civic WTCC        | WT   | 9          | +16,640        | 17       |      |
| Ki   | 34 | Micsigami Rjo     | Honda Racing Team JAS           | Honda Civic WTCC        |      | 3          | Kicsúszás      | 5        |      |

Megjegyzés:
- WT – WTCC Trophy